# Snookersäsongen 2002/2003
Snookersäsongen 2002/2003 behandlar säsongen för de professionella spelarna i snooker.

## Nyheter
Jämfört med föregående säsong hade de båda asiatiska rankingturneringarna China Open och Thailand Masters försvunnit ur kalendern. En av förklaringarna var förstås att Asien inte längre hade någon spelare i den absoluta världseliten, både Marco Fu och James Wattana var rankade kring plats 30. Istället fick Irish Masters rankingstatus, efter att i 25 år ha spelats som inbjudningsturnering. Irish Masters är den enda av de tre "klassiska" Mastersturneringarna (The Masters, Scottish Masters och Irish Masters) som någonsin spelats som rankingturnering.
Ytterligare en turnering som försvann till denna säsong var Champions Cup, tävlingen för föregående säsongs alla mästare. Detta efter problem med att hitta sponsorer och TV-bolag som var villiga att sända. Dessutom flyttades European Open till våren, och hölls i Torquay, då man stod utan lämplig arena på Malta.
Mark Williams vann alla de tre stora tävlingarna (VM, Masters och UK Championship) denna säsong, något som tidigare bara Steve Davis och Stephen Hendry lyckats med.

## Tävlingskalendern
| Inbjudningsturneringar |
| Rankingturneringar     |

| År   | Datum            | Turnering                    | Plats                | Vinnare           | Finalist       | Resultat |
| ---- | ---------------- | ---------------------------- | -------------------- | ----------------- | -------------- | -------- |
| 2002 | 24-29 september  | Scottish Masters             | Glasgow, Skottland   | Ronnie O'Sullivan | John Higgins   | 9-4      |
| 2002 | 12-21 oktober    | LG Cup                       | Preston, England     | Chris Small       | Alan McManus   | 9-5      |
| 2002 | 21-31 oktober    | Benson & Hedges Championship | Mansfield, England   | Mark Davis        | Mehmet Husnu   | 9-6      |
| 2002 | 9-17 november    | British Open                 | Telford, England     | Paul Hunter       | Ian McCulloch  | 9-4      |
| 2002 | 1-15 december    | UK Championship              | York, England        | Mark Williams     | Ken Doherty    | 10-9     |
| 2003 | 22-26 januari    | Welsh Open                   | Cardiff, Wales       | Stephen Hendry    | Mark Williams  | 9-5      |
| 2003 | 2-9 februari     | Masters                      | London, England      | Mark Williams     | Stephen Hendry | 10-4     |
| 2003 | 11-16 mars       | European Open                | Torquay, England     | Ronnie O'Sullivan | Stephen Hendry | 9-6      |
| 2003 | 25-30 mars       | Irish Masters                | Dublin, Irland       | Ronnie O'Sullivan | John Higgins   | 10-9     |
| 2003 | 5-13 april       | Scottish Open                | Edinburgh, Skottland | David Gray        | Mark Selby     | 9-7      |
| 2003 | 19 april - 5 maj | VM i snooker                 | Sheffield, England   | Mark Williams     | Ken Doherty    | 18-16    |
| 2003 | 10-11 maj        | Premier League Slutspel      | Sunderland, England  | Marco Fu          | Mark Williams  | 9-7      |